# Les Ondes
Pour les articles homonymes, voir ondes (homonymie).
Les Ondes était la revue de Radio Paris pendant l'occupation allemande, éditée par les Éditions Le Pont, entièrement propriété de l’ambassade d’Allemagne, fondée fin avril 1941. Parmi les rédacteurs, Roland Tessier, chef du service de presse de Radio Paris, et Pierre Hiégel.